# Pacto de Montevidéu
Pacto de Montevidéu é o nome dado a pelo menos dois acontecimentos.

## Pacto de Montevidéu: Leonel Brizola e outros
O primeiro, encontrado na rede apenas em relatos ligado a direita, envolveria o início do movimento contrarrevolucionário liderado por Leonel Brizola. Teria acontecido logo após a chegada de Brizola ao Uruguai.

## Pacto de Montevidéu: João Goulart e Carlos Lacerda
O segundo, plenamente reconhecido e descrito pela Folha de S.Paulo aconteceu em 1967 e envolveu João Goulart, Carlos Lacerda e Juscelino Kubitschek (esse representado por Renato Archer. O pacto propunha que os participantes "unir seus esforços em busca de soluções pacificas para a crise brasileira, sem cultivar ressentimentos pessoais nem propósitos revanchistas"."
Carlos Lacerda foi a Montevidéu para se encontrar com Jango, pela Frente Ampla.
Esse pacto foi condenado por Leonel Brizola, que era a favor da luta armada.